# یواس‌اس آیداهو (بی‌بی-۴۲)
یواس‌اس آیداهو (بی‌بی-۴۲) (به انگلیسی: USS Idaho (BB-42)) یک کشتی بود که طول آن ۶۲۴ فوت (۱۹۰ متر) بود. این کشتی در سال ۱۹۱۷ ساخته شد.